# Нематода цистоутворююча соєва
Нематода цистоутворююча соєва (Heterodera glycines) — вид паразитичних нематод родини гетеродерових (Heteroderidae) ряду тиленхід (Tylenchida). Ця нематода є шкідником бобових.

## Опис
Для соєвої нематоди характерний статевий диморфізм. Самці червоподібні, 1-1,5 мм завдовжки, прозорі. Самиці білого кольору, лимоноподібні, розміром 1-1,5 х 0,2-0,6 мм. Яйця ниркоподібної форми, розміром 0,12×0,044 м.

## Розвиток

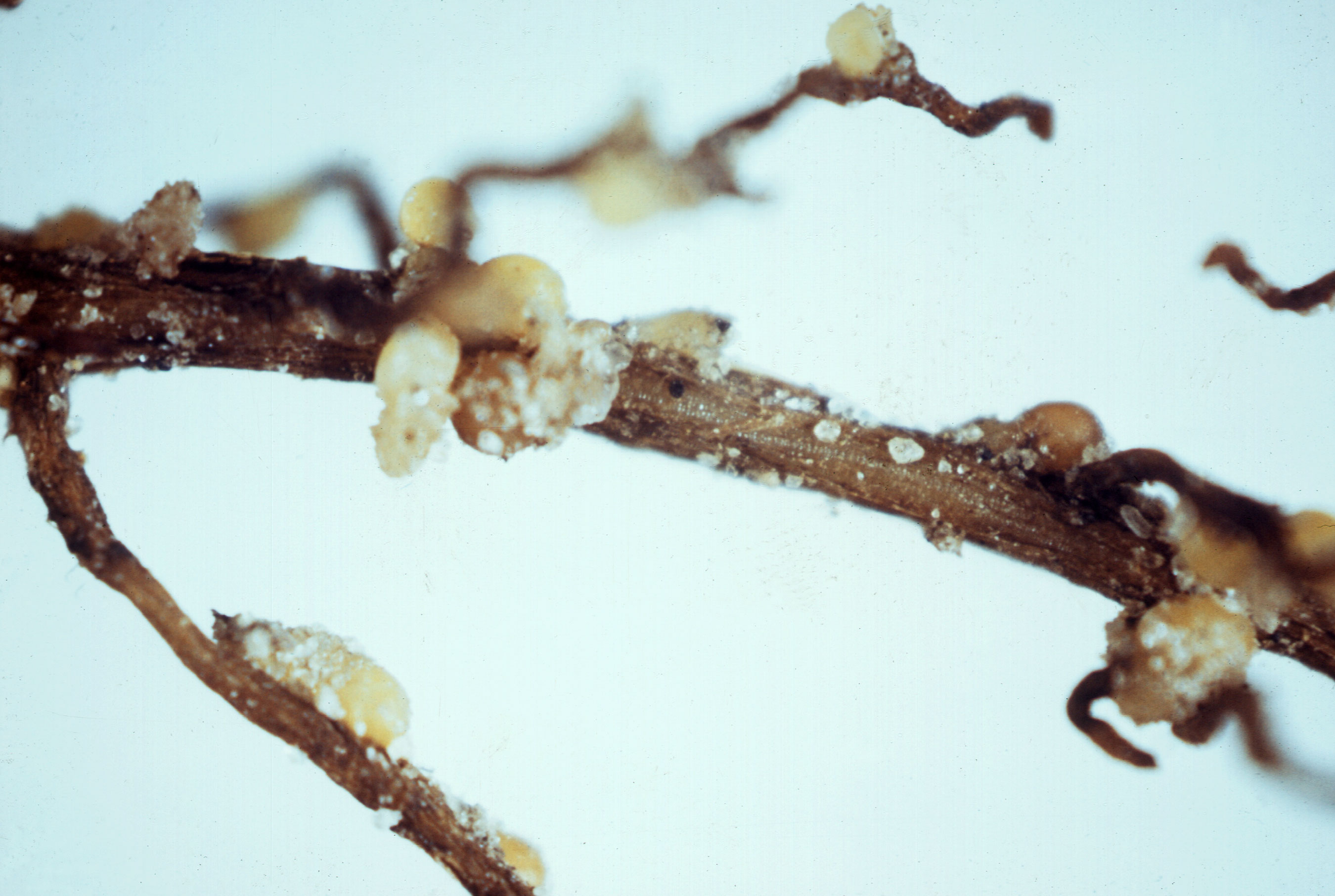
Цисти на коріннях

Личинки першого і другого віку розвиваються всередині яєць. Вони червоподібні, згорнуті в яйці. Яйця протягом 3-х років можуть зберігатися в цистах, які є відмерлою самицею, зовнішні покриви якої затверділи і стали коричневими. Цисти знаходяться в ґрунті, а навесні з них виходять личинки, які знаходять коріння рослин-господарів у вологому ґрунті і інвазують їх. Соєва нематода заражує коріння вики, сої, нуту, чини, гороху, люпину, люцерни. Цикл розвитку проходить в коренях: після проникнення личинки головою розташовуються до провідних пучків, а хвостовим кінцем до кори і стають нерухомими.
Личинки III і IV віків харчуючись, періодично линяють і ростуть, поступово середня частина тіла потовщується, в той час як хвостовий і головний кінці залишаються червоподібними. Утворюються лимоноподібні самки або червоподібні самці, які розташовуються під кутикулою. Потовщене тіло приводить до розривів кори кореня, через які самці виходять в ґрунт з личинкової шкурки, відшукують і запліднюють самиць, після чого гинуть. Самиця залишається в корені, вони харчуються і продукують яйця. Самки поступово відкладають яйця в желатиноподібну масу, утворюючи «яйцевий мішок». Усередині яєць розвиваються інвазійні личинки, які заражають рослини і біологічний цикл повторюється. За один сезон може сформуватися 3 покоління соєвої нематоди. З настанням осені самиці перетворюються на цисти. Кожна циста може містити до 500 личинок.